# Grafit
Grafit er et gråsort, blødt mineral med metalglans, som er opbygget af kulstof og  krystalliserer i sekskantede tavler med én spalteretning. Findes og brydes i naturen, på bl.a. Sri Lanka, Madagaskar, samt i Kina og Grønland, og kan fremstilles kunstigt ud fra bl.a. retortkul og petroleumskoks ved meget høj temperatur og tryk i elektriske ovne. Det kan bearbejdes som træ og er meget kemikaliebestandigt. Dets hårdhed (på Mohs' skala) er mellem 1 og 2, og det har en massefylde af 2.200 kg/m3.
Ordet stammer fra tysk Graphit for "sort bly", skabt i 1789 af mineralogen Abraham Gottlob Werner fra græsk graphein (skrive) for dets anvendelse til blyanter.

## Anvendelse
- Som tegne- og skriveredskab: "Blyet" i en blyant er ikke bly, men grafit og ler brændt sammen. Grafit leveres også i lidt tykkere stænger i facon som en blyant (dog uden cedertræet udenom), beregnet til tegning, og i tyndere dimensioner der bruges i dertil indrettede stiftblyanter.
- Til elektroder: Grafit er til en vis grad en elektrisk leder – faktisk en halvleder, og kombineret med materialets kemikaliebestandighed og evne til at tåle høje temperaturer gør dette grafit til et udmærket materiale at lave elektroder af. Se også elektrisk modstand (elektronisk komponent).
- Til smeltedigler, igen på grund af grafits kemikalie- og temperaturbestandighed.
- Som smøremiddel: Grafit i pulverform kan bruges som "tør smøreolie", der sænker friktionen mellem mekaniske dele. Det er en almindelig misforståelse at den smørende effekt skyldes at lagene i grafitstrukturen glider mod hinanden; den korrekte forklaring er at et adsorberet lag (typisk vand) reducerer van der Waals-kræfterne der ellers giver en tiltrækning, og dermed friktion, mellem de omkringliggende materialer.
- Som neutronbremse i atomreaktorer: For at kædereaktionen i en atomreaktor kan forløbe, stilles der krav til antallet og hastighederne af neutroner i reaktoren, og grafit bruges som såkaldt moderator, som afpasser neutronernes hastigheder.
- Til isolering af ekspanderet polystyren: For at reflektere varme og øge effekten af isoleringen. Grafit bruges af alle de danske EPS-producenter Sundolitt, BEWI og Danpor, som gennem brancheforeningen EPS-branchen har sikret uvildig EPD-dokumentation[1] for op til 20 % besparelse af CO2-aftrykket i byggerier med isoleringsprodukterne indeholdende grafit.